# We Are the Ones
We Are the Ones är will.i.ams andra video i Barack Obamas valkampanj.

## Medverkar i videon
| - Zoe Kravitz - 0:09 - Jessica Alba - 0:22, 1:25 - Adrianne Palicki - 0:31 - Andres Levin- 0:32 - Ryan Phillippe - 0:34 - Susanna Hoffs - 0:38 - Jackson Roach - 0:38 - Regina King - 0:39, 0:42 - Kate Del Castillo - 0:45 - Kerry Washington - 0:49 - Will.i.am - 0:49 - Tichina Arnold - 0:50 - Taboo - 0:51 - Macy Gray - 0:56, 1:13 - Ryan Key of Yellowcard - 0:57 - Malcolm Jamal Warner - 0:59 - Troy Garity - 1:03 (håller i en bild på Barack Obama) | - Freddy Rodriguez - 1:05 - John Leguizamo - 1:09, 1:10, 1:53 - Nate Parker - 1:10 - Jesse Plemons - 1:11, 1:13 - Troy Garity - 1:16, 1:19 - Kerry Washington - 1:30 - Cheryl James - 1:33 - Tyrese Gibson - 1:50 - Eric Mabius - 2:00 - Luis Guzmán - 2:08 - Ryan Key - 2:26, 2:29, 2:32 - Regina King - 2:33 - Anna David - 2:40 - Noah Segan - 2:42 - Omar Benson Miller - 2:43 - Benjamin McKenzie |